# Simon Gatti
Simon Gatti (ur. 16 lutego 1981) – kanadyjski piłkarz, obecnie trener drużyny juniorów.

## Kariera zawodowa
Karierę seniorską rozpoczął w rodzinnej okolicy (Ontario) w klubie o nazwie St. Catharines Wolves, grającym w rozgrywkach Canadian Professional Soccer League. Następnie grał dla klubu uczelnianego University of Rhode Island oraz dla Rhode Island Stingrays. W 2006 roku został zawodnikiem klubu Montreal Impact należącego do USL First Division, gdzie spędził 6 sezonów i zdobył wraz z klubem mistrzostwo w tej lidze.